# Yeóryios Theodorídis
Yeóryios Theodorídis (grec moderne : Γεώργιος Θεοδωρίδης, né le 12 décembre 1972 à Athènes) est un athlète grec spécialiste du sprint.

## Carrière
Il se distingue en début de saison 2000 en se classant deuxième du 60 mètres des Championnats d'Europe en salle de Gand, derrière le Britannique Jason Gardener. Il établit en 6 s 51 la meilleure performance de sa carrière sur la distance. En 2004, Georgios Theodoridis monte sur la troisième marche du podium des Championnats du monde en salle se déroulant à Budapest, devancé par Jason Gardener et l'Américain Shawn Crawford.
Il participe aux Jeux olympiques de 2000 et 2004, ainsi qu'aux Championnats du monde 1999 et 2003 mais n'est jamais parvenu à atteindre la finale.
Son record personnel sur 100 mètres est de 10 s 17, établi en 2003 à Paris.

## Palmarès
| Date | Compétition                    | Lieu     | Place | Épreuve |
| ---- | ------------------------------ | -------- | ----- | ------- |
| 1998 | Championnats d'Europe en salle | Valence  | 6e    | 60 m    |
| 2000 | Championnats d'Europe en salle | Gand     | 2e    | 60 m    |
| 2001 | Championnats du monde en salle | Lisbonne | 7e    | 60 m    |
| 2004 | Championnats du monde en salle | Budapest | 3e    | 60 m    |